# Monteiro Lopes
Monteiro Lopes é uma espécie de biscoito preparado em massa delicada crocante, além de conter uma cobertura com chocolate empanada em açúcar cristal. É um biscoito típico do Norte do Brasil, mais especificamente de Belém do Pará.

## Origem do nome

### Etimologia popular
O doce mais trivial de qualquer mesa de aniversário chama-se “Monteiro Lopes”, há uma versão popularizada do motivo pelo qual foi assim batizado, por uma certa razão, digamos, íntima. Seria uma versão paraense da obra de Shakespeare, Romeu e Julieta. Tudo começou em Belém do Pará, em meados do século XIX, onde duas famílias com padarias disputavam a preferência dos clientes que frequentavam o tradicional mercado do Ver-o-Peso. De um lado, o mulato Manuel Monteiro, que conquistava os consumidores do mercado com seu biscoito com camada de chocolate por cima, mas que não poderia ouvir falar em seu maior rival, o português Antônio Lopes, que também comercializava no local e agradava combro seu biscoito crocante. A disputa entre as famílias era grande, porém os filhos acabaram se apaixonando e casando. Para isso, o casal teve que sair da capital paraense e se casar escondidos na cidade de Cametá. O casamento veio à tona somente após a morte de seus pais e em homenagem a eles e a familia, o casal decidiu unir os doces e batizaram com os sobrenomes de suas famílias, o que a partir dali ficou conhecido como Monteiro Lopes.

### Etimologia real
A verdadeira história da iguaria Monteiro Lopes remete ao falecido desembargador Agnano Moura Monteiro Lopes, ex-presidente do Tribunal de Justiça do Estado do Pará (TJPA) nos anos 60 e 70. Agnano, negro, quando jovem recém-formado em Direito no início dos anos 30, conheceu Laura, jovem branca de família portuguesa, que contrária ao namoro expulso-a de casa, sendo a jovem acolhida pela mãe de Agnano, Dona Júlia. Uma amiga doceira de Dona Júlia, em função de toda história do jovem casal criou o doce, parte branca, parte escura, para simbolizar a união dizendo "o branco não se separa do negro", batizando-o com o nome de família que ambos a partir do casamento compartilhariam, foram 56 anos de união e 4 filhos.